# Alarm manewrowy
Alarm manewrowy – stan gotowości załogi jednostki pływającej zarządzany w celu sprawnego wykonania czynności w czasie manewrowania statku, np. cumowania, kotwiczenia i stawania na beczkach.